# ثون میکر
ثون میکر (انگلیسی: Thon Maker؛ زادهٔ ۲۵ فوریهٔ ۱۹۹۷) بازیکن بسکتبال اهلِ استرالیا است.

## حرفه
از باشگاه‌هایی که در آن بازی کرده‌است می‌توان به کلیولند کاوالیرز، میلواکی باکس، و دیترویت پیستونز اشاره کرد.

## جوایز
وی در مسابقات کشوری و بین‌المللی در مجموع برندهٔ ۱ مدال طلا شده‌است.